# 高麗熙宗
高麗熙宗（：／ Goryeo Huijong；1181年—1237年），姓王，諱韺（：／ Wang Yeong），前名王淵、王悳，字不陂。高麗的第21代君主，1204年─1211年在位。
王韺乃神宗的長子。1204年，神宗駕崩，由太子王韺繼位。即位之後，但仍受崔忠獻牽制，因而引起擁護王室的朝臣王濤明等，聯絡僧兵企圖伏擊崔忠獻，但計謀敗露，被崔忠獻所收拾。
1211年十二月，崔忠獻廢熙宗，流放紫燕島，太子王祉流放仁州。漢南公王祦擁立為王，是為高麗康宗。
高宗二十四年（1237年）八月，熙宗薨於法天精舍，移殯至樂真宮。死後廟號貞宗，後改熙宗，諡號仁穆誠孝大王，葬於碩陵。

## 家庭

### 妻
- 廢太子妃，昌化伯王祐之女。[3]
- 成平王后任氏

### 子女

#### 子
1. 昌原公 王祉（成平王后任氏生）
2. 始寧侯 王禕（成平王后任氏生）
3. 慶原公 王祚（成平王后任氏生）
4. 大禪師 王鏡智（成平王后任氏生）
5. 明國師 王覺膺（成平王后任氏生）

#### 女
1. 安惠太后（成平王后任氏生）
2. 永昌公主（成平王后任氏生）
3. 德昌宮主（成平王后任氏生）
4. 嘉順宮主（成平王后任氏生）
5. 貞禧宮主（成平王后任氏生）

## 附註
1. ↑  《高麗史》·世家·21卷·神宗3年3月
2. ↑  《高麗史節要》·卷14 ·煕宗成孝大王
3. ↑  《高麗史》·列傳· 42卷·叛逆·崔忠獻